# Avrig
Avrig (rumænsk udtale: [aˈvriɡ]; tysk: Freck/Fryck, Transsylvansk saksisk: Freck/Fraek, ungarsk: Felek) er en by i distriktet Sibiu  i Transsylvanien, i det centrale Rumænien. Den har 12.534 (2021) indbyggere og de første dokumenter, der attesterer dens eksistens, stammer fra 1346. Den blev officielt en by i 1989 som et resultat af Rumæniens landdistriktsreform.

## Geografi
Byen administrerer fire landsbyer: Bradu (Gierelsau; Fenyőfalva), Glâmboaca (Hühnerbach; Glimboka), Mârșa og Săcădate (Sekadaten; Oltszakadát). 
Den ligger på venstre bred af floden Olt (ved udmundingen af floden Avrig), tæt på Făgăraș-bjergene, ca. 26 km fra Sibiu på vejen mod Brașov. Det er det vigtigste udgangspunkt for trekkingruterne i den vestlige del af bjergene, og også på adgangspunktet ved et stort antal hytter i bjergene: Cabana Poiana Neamțului, Cabana Bârcaciu, Cabana Ghiocelul.